# Teotihuacán

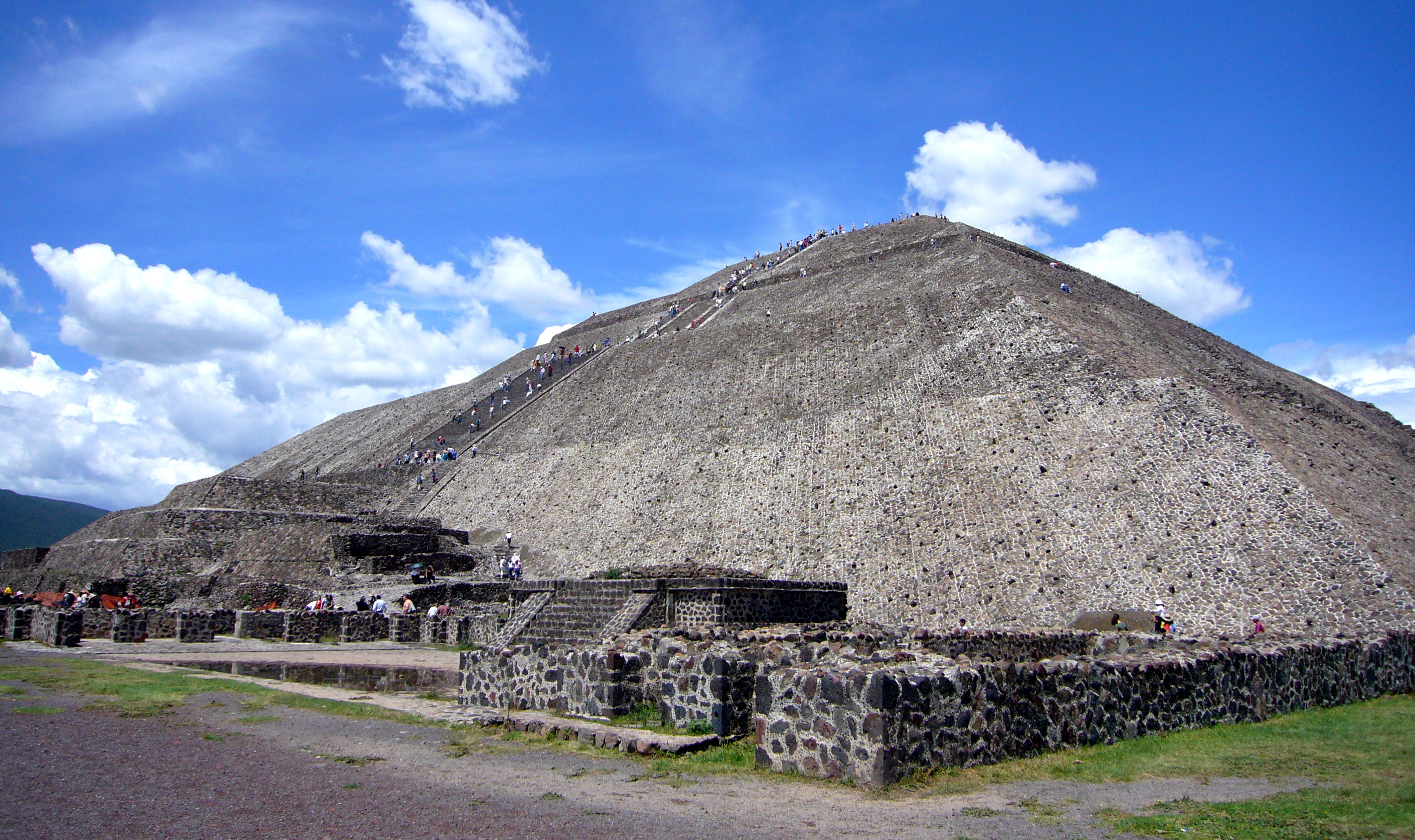
Solpyramiden

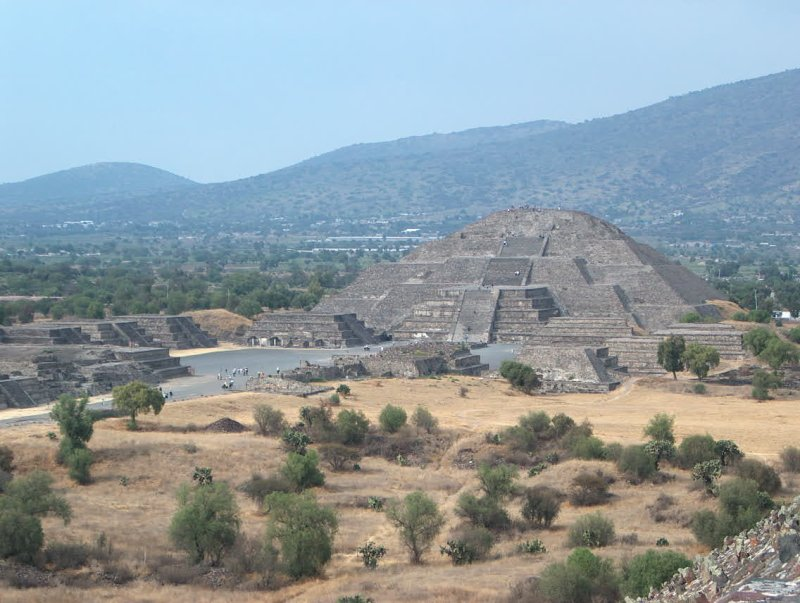
Månpyramiden

Teotihuacán (nahuatl, Gudarnas stad eller Platsen där män blev gudar) är en arkeologisk plats i centrala Mexiko cirka 45 kilometer nordost om Mexico City. Teotihuacán är en av de största kända städerna i Mexiko från förkolonial tid. Platsen upptogs på Unescos världsarvslista 1987. Det moderna Teotihuacán är en kommun i den mexikanska delstaten Mexiko med huvudorten Teotihuacán de Arista. Kommunen täcker ett område på 83,16 kvadratkilometer och hade 53 010 invånare vid folkräkningen 2010.

## Historia
Den förhistoriska staden uppstod under den klassiska mayaperioden omkring år 600 före Kristus, även om den direkta kopplingen mellan staden och Mayakulturen är svår att belägga. Det uppskattas ha haft mellan 150 000 och 200 000 invånare under sin storhetstid omkring åren 300–600. Vid denna tidpunkt upptog själva staden ett område på cirka 23 kvadratkilometer.
Varken egentliga manuskript eller tecken på vilka som skulle ha skrivit dem är kända från Teotihuacán. I mayatexter refereras det dock då och då till staden. Bland annat beskrivs giftermål mellan Teotihuacáns överklass och lokala härskare i Maya-området, som sträckte sig ända till Honduras. Mayaskriftens glyfer nämner även en person vid namnet Atlatl Cauac, "Spjutkastande Ugglan", som verkar ha varit härskare över Teotihuacán i över 60 år. Hans största bedrift var att skicka ut Siyaj K'ak', "Eld är född", för att vid behov med vapenmakt påtvinga Atlatl Cauacs släktingar som nya kungar i Guatemalastäder som Tikal och Uaxactun. Siyaj K'ak' kom därmed åren 378–379 att åstadkomma ett paradigmskifte i Mayaindianernas historia. Det mesta vi vet om Teotihuacán kan läsas ut av muralmålerier och friser som hittats på fyndplatserna.
Kring 700-talet minskade befolkningen dramatiskt till bara några tusen invånare. Länge antogs det att toltekerna erövrade och plundrade staden, men senare fynd tyder på att bränder inskränkte sig till byggnader och bostäder knutna till eliten. Slumområden och fattigkvarter var synbarligen orörda. Snarare var det interna konflikter och miljöfaktorer som ledde till stadens kollaps. Anhängare till invasionsteorin pekar däremot på fynd av muralmålningar i en rivaliserande stad Cacaxtla, med Teotihuacáns skrifttecken över bilden av en brinnande pyramid. Antalet invånare minskade dock stadigt från 500-talet.
År 1905 påbörjades arkeologiska utgrävningar för att fira hundraårsjubileet av Mexikos självständighet 1810. Den historiska platsen utforskas kontinuerligt och är en stor turistattraktion, komplett med ett museum.

## Byggnader
"Solpyramiden", "Månpyramiden" och "Quetzalcóatl-templet" är några av de arkitektoniska verk som finns bevarade. Den breda vägen som löper genom staden kallas "Dödens väg".
Solpyramiden är den tredje största bevarade pyramiden i världen (efter Cholulapyramiden och Cheopspyramiden) med en höjd på 70 meter och med sidbredden 222 meter. Den är sannolikt tillägnad regnguden Tlaloc (tidigare antogs den hedra solen) och byggdes runt år 100 av tre miljoner ton sten, grus och tegel.
Månpyramiden är aningen lägre och färdigställdes omkring år 300.

## Arkeologiska undersökningar
I slutet av 1600-talet utförde Carlos de Sigüenza y Góngora (1645–1700) utgrävningar runt Solpyramiden. Mindre arkeologiska utgrävningar genomfördes under 1800-talet. De mexikanska arkeologerna och ämbetsmännen Porfirio Díaz och Leopoldo Batres ledde 1905 ett stort utgrävnings- och restaureringsprojekt. Solpyramiden restaurerades till hundraårsminnet av Mexikanska frihetskriget 1910. Teotihuacan var det första fornminnet i Mexiko som kom att skyddas enligt lag 1897. Vid den tiden fanns det cirka 250 tomter inom området där det bedrevs jordbruk. Bönderna beordrades att lämna och fick viss ersättning. En tåglinjen byggdes 1908, vilket möjliggjorde transport av material från utgrävningarna samt så småningom en möjlighet för turister att nå platsen. År 1910 hölls den internationella amerikanistkongressen i Mexiko, vilket sammanföll med dess hundraårsjubileum. Det gjorde det möjligt för delegater såsom Eduard Seler och Franz Boas att besöka Teotihuacan och de grävningar som nyligen avslutats.
Ytterligare utgrävningar utfördes vid det så kallade citadellet (Ciudadela) på 1920-talet, vilka leddes av Manuel Gamio. 

### Svenska utgrävningar
Den svenske arkeologen Sigvald Linné har utfört grävningar i Teotihuacan vid två olika tillfällen på 1930-talet i samband med första och andra mexikoexpeditionen 1932 respektive 1934–35. Vid den första undersöktes ett boplatskomplex på en plats som kallades Xolalpan ca 500 meter ÖNÖ om Solpyramiden. Här fann man bland annat en figur av Xipe Totec. Vid den andra expeditionen undersöktes ett område ca 200 meter öster om San Francisco Mazapan kyrkan, nära Teotihuacans östra gräns. Sedan tidigare kände man här till spår av skadade huslämningar under ett majsfält. Det visade sig vara ett betydligt större område än de lämningarna som undersöktes 1932. 18 män deltog. Man hann med 140 rum och 3 gårdsplaner (courtyards) men hann inte fastställa hur stort området egentligen var. Här fanns även gravar, en innehöll mer än 200 kärl. I gravmaterialet fann man även korgarbeten, textilier och "incense burners" (rökelsebrännare). En annan fyndkategori var målade masker. Stora delar av material kunde dateras till Aztekisk tid. Linné identifierade en del material som import, bl. a. från Totonacan.

Sigvald Linnés utgrävningar 1932, Etnografiska museet, Stockholm
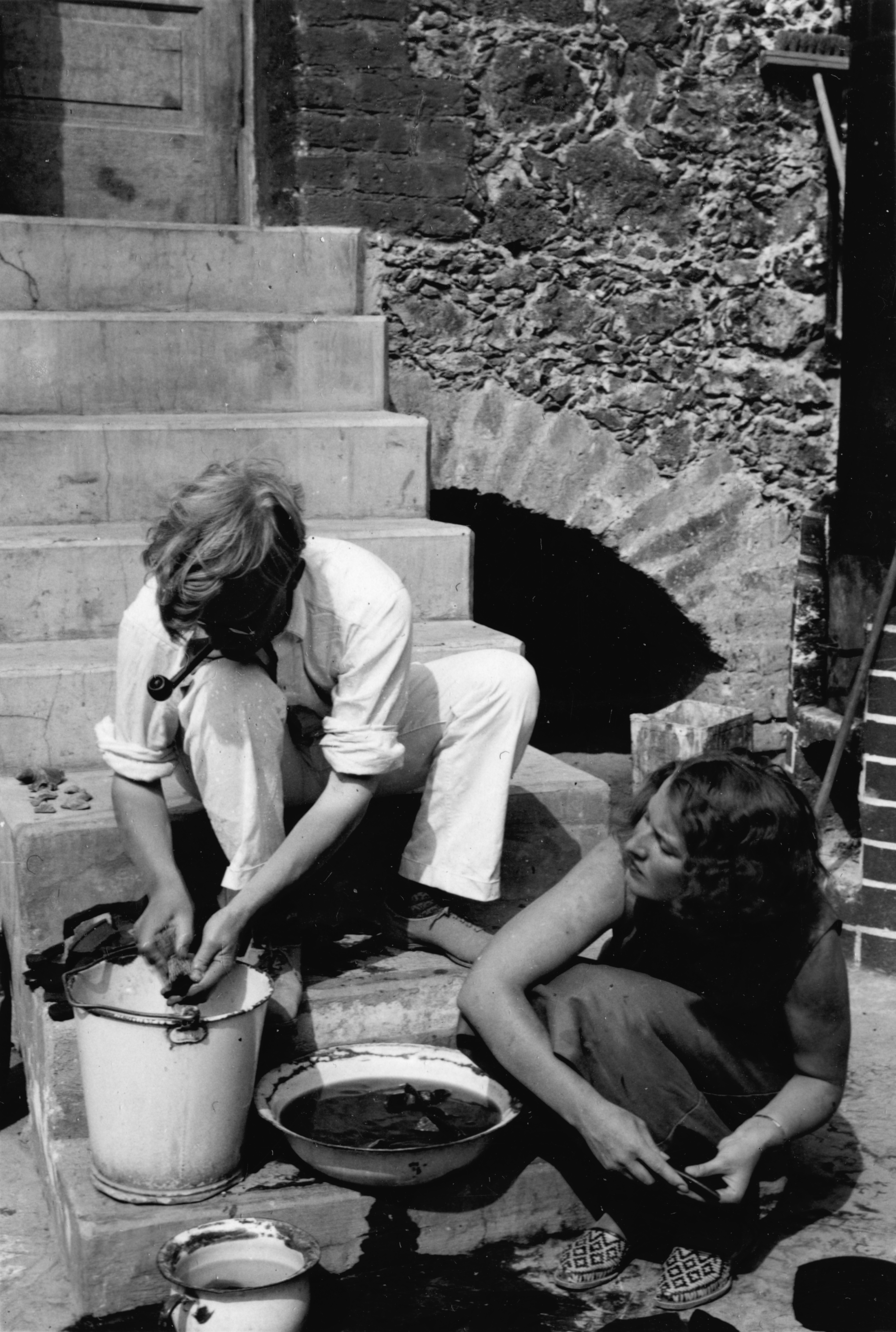

### Efter 1940
Andra delar av Teotihuacan grävdes på 1940- och 1950-talet. Den första mer övergripande projektet utfördes av INAH (Instituto Nacional de Antropología e Historia, National Institute of Anthropology and History) 1960–1965, vilket leddes av Jorge Acosta. Huvudsyftet var att restaurera Dödens väg och att konsolidera de omkringliggande konstruktionerna, och att undersöka Quetzalpapalotl-templet i Ciudadela.